# Severská literatura
Severská literatura (někdy též úžeji Skandinávská literatura) je souhrnné označení pro literatury zemí severní Evropy, předně Dánska, Finska, Islandu, Norska, Švédska. Patří sem též literatury území Alandských a Faerských ostrovů, i literatura sámské populace, žijící na severu Skandinávského poloostrova.
Jednotné označení se používá z několika důvodů. Vedle historické a kulturní spřízněnosti, která je částečně podmíněna geografickou blízkostí (neplatí však v případě Islandu), je to též spřízněnost jazyková (což ovšem neplatí v případě finsky a sámsky psané literatury). Někdy se k severským literaturám počítá též literatura psaná nizozemsky.[zdroj?]
Ačkoliv se pojem používá i pro literaturu staroseverskou, nejčastěji se jím charakterizuje období počínaje poslední třetinou 19. století, kdy se severská literatura významně prosadila na světové scéně svou odrůdou realismu a naturalismu, zastoupenou ideově Dánem Georgem Brandesem a literárně například spisovateli Norem Henrikem Ibsenem či Švédem Augustem Strindbergem.
Za nejlepší dílo severských literatur je každoročně je udílena Literární cena Severské rady.